# What Happened To The Heart?
What Happened To The Heart? – piąty album studyjny norweskiej piosenkarki Aurory, wydany 7 czerwca 2024 roku przez wytwórnie Decca, Glassnote oraz Petroleum Records. Inspiracją dla albumu był list aktywistów "We Are the Earth", który Aurora przeczytała w 2022 roku. Artystka rozpoczęła pracę nad albumem podczas trasy koncertowej promującej jej poprzedni krążek, The Gods We Can Touch. Album łączy w sobie elementy indie popu, disco, techno oraz muzyki folkowej. 
Album zawiera 16 utworów, z czego cztery zostały wydane jako single: Your Blood, The Conflict of The Mind, Some Type of Skin oraz Starvation. Dodatkowo promocyjnie wydano utwór To Be Alright. Aurora ogłosiła również trasę koncertową zatytułowaną What Happened To The Earth?, która ma na celu promocję najnowszego albumu. Trasa obejmuje dwa koncerty w Polsce: pierwszy odbędzie się 23 września 2024 roku w Tauron Arenie w Krakowie, a drugi dzień później, 24 września 2024 roku, w COS Torwar w Warszawie.

## Tło i Geneza
W 2022 roku Aurora przeczytała list aktywistów "We Are the Earth", który, jak sama opisuje, odmienił jej życie. W liście wzywano do rewolucji, apelując o zbiorową odpowiedź na problem globalnego ocieplenia. Planeta została w nim opisana jako „serce, które pulsuje w nas”, co zainspirowało Aurorę do stworzenia albumu o takiej tematyce.
Aurora rozpoczęła pracę nad albumem w styczniu 2023 roku, w czasie gdy miał premierę jej czwarty album The Gods We Can Touch. What Happened To The Heart? był nagrywany w Norwegii, Niemczech, Los Angeles i Londynie. Album został zapowiedziany 28 marca 2024 roku. Artystka opisuje swoje najnowsze dzieło jako najbardziej osobisty album w jej dotychczasowej karierze.

## Kompozycja
Podczas tworzenia najnowszego albumu Aurora współpracowała z takimi twórcami, jak Magnus Skylstad, Matias Tellez, Chris Greatti oraz Ane Brun. Album otwiera utwór Echo of My Shadow, określany przez Aurorę jako jej modlitwa. Drugim utworem jest To Be Alright, utrzymany w stylu disco-pop z domieszką dance. Trzecia piosenka, Your Blood, to pierwszy singiel z albumu, wydany 8 listopada 2023 roku. Za produkcję tego utworu odpowiada Chris Greatti, co wyraźnie słychać w brzmieniu utworu. Następnym utworem jest The Conflict of the Mind, który stanowi drugi singiel z albumu, wydany 18 stycznia 2024 roku. W tej piosence Aurora błaga "kochanka" o otwarcie się. Some Type of Skin, utrzymany w stylistyce folklorystycznej, to połączenie synth-popu i alternatywnego popu. Jest to trzeci singiel wydany 20 marca 2024 roku. Kolejne utwory, The Essence oraz Earthly Delights, to spokojne kompozycje, kontrastujące z bardziej dynamicznymi fragmentami albumu. When The Dark Dresses Lightly to utwór analizujący rozstanie, pełen cierpienia, wściekłości i urazy. Piosenka My Name, z gościnnym udziałem Ane Brun, opisuje stan, w którym Aurora traci świadomość własnej tożsamości, nie wie jak ma na imie. Po przepełnionym energią dyskotekowym utworze Do You Feel? następuje Starvation, łączący elementy disco i synth-popu z lat 80. z wpływami muzyki elektronicznej. W tym utworze Aurora podejmuje temat ludzkiej arogancji i unikania odpowiedzialności.

## Promocja

### Single
What Happened To The Heart? zawiera cztery single: Your Blood, The Conflict of the Mind, Some Type of Skin oraz Starvation. Dodatkowo, przed premierą albumu, 31 maja, wydano promocyjny singiel To Be Alright. Wszystkie teledyski do utworów z albumu zostały współreżyserowane przez Kaveha Nabatiana oraz Aurorę.

### Trasa koncertowa
Promocją albumu zajmuje się najnowsza trasa koncertowa Aurory, zatytułowana What Happened To The Earth? Trasa została podzielona na pięć części i trwa od 2024 do 2025 roku. W ramach trasy Aurora wystąpi w Europie, Ameryce Północnej, Australii oraz Azji.

## Track lista
| No.                   | Tytuł                           | Kompozycja i Tekst                             | Produkcja                          | Czas  |
| --------------------- | ------------------------------- | ---------------------------------------------- | ---------------------------------- | ----- |
| 1.                    | "Echo of My Shadow"             | - Aurora Aksnes - Matias Tellez                | - Aurora - Tellez                  | 4:05  |
| 2.                    | "To Be Alright"                 | - Aksnes - Tellez                              | - Aurora - Tellez                  | 4:06  |
| 3.                    | "Your Blood"                    | - Aksnes - Chris Greatti                       | - Aurora - Greatti                 | 4:07  |
| 4.                    | "The Conflict of the Mind"      | - Aksnes - Greatti                             | - Aurora - Greatti                 | 4:15  |
| 5.                    | "Some Type of Skin"             | - Aksnes - Greatti                             | - Aurora - Greatti                 | 3:11  |
| 6.                    | "The Essence"                   | - Aksnes - Nicolas Rebscher - Michelle Leonard | - Aurora - Rebscher                | 3:10  |
| 7.                    | "Earthly Delights"              | - Aksnes - Tellez                              | - Aurora - Tellez                  | 3:21  |
| 8.                    | "When The Dark Dresses Lightly" | - Aksnes - Rebscher - Leonard                  | - Aurora - Rebscher                | 3:35  |
| 9.                    | "A Soul with No King"           | - Aksnes - Fredrik Svabø                       | - Aurora - Svabø                   | 4:24  |
| 10.                   | "Dreams"                        | Aksnes                                         | - Aurora - Vetle Junker            | 4:24  |
| 11.                   | "My Name" (featuring Ane Brun)  | - Aksnes - Ane Brun - Magnus Skylstad          | - Aurora - Skylstad - Tom Rowlands | 3:20  |
| 12.                   | "Do You Feel?"                  | - Aksnes - Skylstad                            | - Aurora - Skylstad                | 3:02  |
| 13.                   | "Starvation"                    | - Aksnes - Rebscher - Leonard                  | - Aurora - Rebscher                | 3:28  |
| 14.                   | "The Blade"                     | - Aksnes - Rebscher - Leonard                  | - Aurora - Rebscher - Dave Hamelin | 4:33  |
| 15.                   | "My Body Is Not Mine"           | - Aksnes - Skylstad - Rowlands                 | - Aurora - Skylstad                | 4:01  |
| 16.                   | "Invisible Wounds"              | - Aksnes - Tellez                              | - Aurora - Tellez                  | 4:59  |
| Ogólny czas trwania : | Ogólny czas trwania :           | Ogólny czas trwania :                          | Ogólny czas trwania :              | 62:01 |

### Wersja Japońska
| No. | Tytuł                  | Kompozycja i Tekst       | Produkcja          | Czas. |
| --- | ---------------------- | ------------------------ | ------------------ | ----- |
| 1.  | Your Blood (Accoustic) | - Aurora - Chris Greatti | - Aurora - Greatti | 6:09  |

### Wydania Specjalne
| Data Wydania.    | Tytuł                                                                   | Kompozycja i Tekst       | Produkcja                            | Length |
| ---------------- | ----------------------------------------------------------------------- | ------------------------ | ------------------------------------ | ------ |
| 18 kwietnia 2024 | A Soul With No King (NATURE Remix)                                      | - Aksnes - Fredrik Svabø | - Aurora - Svabø - NATURE            | 5:14   |
| 10 maja 2024     | Some Type Of Skin (Accoustic) Some Type Of Skin (Sofia Kourtesis Remix) | - Aksnes - Greatti       | - Aksnes - Greatti - Sofia Kourtesis | 6:44   |
| 12 lipca 2024    | To Be Alright (The Sanctuary Remix)                                     | - Aksnes - Tellez        | - Aurora - Tellez - The Sanctuary    | 3:46   |